# Vágy és vezeklés (film)
A Vágy és vezeklés (Atonement) 2007-ben készült brit dráma Joe Wright rendezésében. Az Ian McEwan azonos című regényén alapuló film főszereplői James McAvoy és Keira Knightley. A Working Title Films produkciójában készült alkotást a Universal Pictures nemzetközi formái forgalmazzák világszerte, így az Egyesült Államokban a Focus Features, míg Magyarországon a UIP-Duna Film.
Az Egyesült Királyságban és Írországban 2007. szeptember 7-én került a mozikba, Észak-Amerikában pedig korlátozott számú filmszínház tűzte műsorára december 7-étől, majd 2008 januárjától országosan is. A magyar premier 2008. január 24-én volt.
A Vágy és vezeklés ősbemutatója a 2007-es velencei filmfesztiválon volt augusztus 29-én, a fesztivál nyitófilmjeként, amivel a 35 éves Wright a legfiatalabb direktorrá vált azok között, akiknek alkotása a tekintélyes rendezvény elsőként vetített filmje. Emellett a produkció számos más mustrát is megjárt, többek között a torontói filmfesztivált és a Vancouveri Nemzetközi Filmfesztivált.
2007. december 13-án a filmet 7 Golden Globe-díjra jelölték, végül kettőt kapott meg, köztük a legjobb filmdrámának járót. A 80. Oscar-gálán 7 jelöléséből, mely magában foglalta a legjobb filmet is, egyet váltott díjra: Dario Marianellit jutalmazták a filmzenéért.

## Szereplők
| Szerep                   | Színész          | Magyar hang        |
| ------------------------ | ---------------- | ------------------ |
| Robbie Turner            | James McAvoy     | Hevér Gábor        |
| Cecilia Tallis           | Keira Knightley  | Major Melinda      |
| Briony Tallis, 13 évesen | Saoirse Ronan    | Talmács Márta      |
| Briony, 18 évesen        | Romola Garai     | Molnár Ilona       |
| idős Briony              | Vanessa Redgrave | Kassai Ilona       |
| Grace Turner             | Brenda Blethyn   | Bókai Mária        |
| Emily Tallis             | Harriet Walter   | Menszátor Magdolna |
| Lola Quincey             | Juno Temple      | Czető Zsanett      |
| Leon Tallis              | Patrick Kennedy  | Fekete Zoltán      |

## Történet
Bővebben: Vágy és vezeklés
Anglia, 1935 nyara. A fenyegetően közeledő második világháború árnyékában az előkelő Tallis család tagjai összegyűlnek egy hétvégére viktoriánus kastélyukba. A forró vasárnap derűje alatt azonban feszültség s elfojtott érzelmek lappangnak. Az írónak készülő, élénk fantáziájú kislány, Briony Tallis végzetes félreértéseket követően alaptalanul meggyanúsítja Robbie Turnert, a házvezetőnő fiát, s egyben nővére, Cecilia szerelmét egy szörnyű bűntett elkövetésével. Ám már a gyanú elég ahhoz, hogy Cecilia és Robbie románcát tönkretegye, s mindörökre megpecsételje mindannyiuk életét.

## Háttér

### Forgatási helyszínek
A forgatási helyszínek között megtalálható a redcari sétány és mozi, a leighami királyi palota birtoka, Streatham Hill London déli részén (ami a filmben Balhamként jelenik meg), Stokesay falva Craven Arms közelében, és Grimsby. A redcari felvételekben a sétány a háborúdúlta Dunkerque-t jeleníti meg.
A Tallis család otthonaként a Stokesay-i kastély szolgált. A viktoriánus villát 1889-ben építette John Derby-Allcroft kesztyűkészítő, s mindmáig magánbirtok. A család kastélyának helyszínét Joe Wright rendező elmondása szerint a vidéki élettel foglalkozó Country Life című brit hetilap egy régi példányából választották ki.
Lola esküvőjét a Smith téri Szent János templomban vették fel, Westminsterben, Londonban.
A parton játszódó és sziklajelenet, melyek először egy képeslapon jelennek meg a filmben, majd később valójukban is, a Hét Nővér mészkőszikláknál, Sussexben forogtak, egészen pontosan Cuckmere Havennél.
A londoni metró jeleneteit a Piccadilly line egykori Aldwych állomásán vették fel. Ezt a helyszínt gyakran használják fel filmekhez, mivel használaton kívüli, s megjelenése a klasszikus londoni tube-ot idézi.

### Szereplőválogatás
Emily Watson és Kristin Scott Thomas is felkérést kapott Emily Tallis eljátszására, mielőtt a szerep Harriet Walteré lett. Abbie Cornish neve szóba került a 18 éves Briony eljátszására, de visszalépett, mivel nem tudta volna egyeztetni a munkát az Elizabeth: Az aranykorbeli szerepével; mindazonáltal Romola Garai mindössze négy napot töltött a felvételekkel. Joe Wright eredetileg Briony szerepét ajánlotta fel Keira Knightleynak, de a színésznő inkább felnőtt nőt szeretett volna eljátszani, semmint egy lányt a nővéérés kapujában.

## Fogadtatás
A filmet kedvezően fogadták a kritikusok. 2008 februárjában az újságírói véleményeket összegző Rotten Tomatoes oldalán 82%-ban lelhető fel pozitív visszajelzés, több mint 180 kritikus értékelése alapján.
2007. december 13-án a Vágy és vezeklést 7 Golden Globe-díjra jelölték, többre, mint bármely más alkotást ebben az évben; a legjobb drámai film és a legjobb filmzenéért járól Arany Glóbuszt kapta meg. Szintén 7 nevezést kapott az Oscar-díjon, s noha a legjobb filmre is esélyes volt, sem a rendező, sem a két főszereplő nem szerepelt a kiválasztott öt között. A produkció végül a filmzenéért gyűjtött be elismerést a gálán.

### Box office
A Vágy és vezeklés 2007. szeptember 7-én került az Egyesült Királyság mozijaiba, ahonnan 24,1 millió dollárnak megfelelő összeget gyűjtött. Észak-Amerikában két hónappal később, december 7-én mutatták be, limitált kópiaszámon. 32 filmszínházból három nap alatt 784 ezer dollárt hozott, ami magas, 24 ezer dolláros mozinkénti átlagot jelent. A második heti terjeszkedés alkalmával a film már a toplista első tíz helyezettje közé is bekerült, majd január közepén már országosan is látható volt. Az Oscar-jelölések is jelentős szerepet játszottak abban, hogy 2008 elején folyamatos volt az érdeklődés a film iránt, így végül 50,9 millió dollárt gyűjtött, s további 75 milliót keresett a világ többi részén (ami a brit bevételt is magában foglalja).

### Jelentősebb díjak és jelölések
| Díj              | Kategória                        | Jelöltek                                                                 | Nyert-e? |
| ---------------- | -------------------------------- | ------------------------------------------------------------------------ | -------- |
| Oscar-díj        | legjobb film                     | Tim Bevan, Eric Fellner és Paul Webster                                  |          |
| Oscar-díj        | legjobb adaptált forgatókönyv    | Christopher Hampton                                                      |          |
| Oscar-díj        | legjobb mellékszereplő színésznő | Saoirse Ronan                                                            |          |
| Oscar-díj        | legjobb fényképezés              | Seamus McGarvey                                                          |          |
| Oscar-díj        | legjobb eredeti filmzene         | Dario Marianelli                                                         |          |
| Oscar-díj        | legjobb jelmez                   | Jacqueline Durran                                                        |          |
| Oscar-díj        | legjobb díszlet                  | Sarah Greenwood és Katie Spencer                                         |          |
|                  |                                  |                                                                          |          |
| Golden Globe-díj | legjobb film (dráma)             |                                                                          |          |
| Golden Globe-díj | legjobb rendező                  | Joe Wright                                                               |          |
| Golden Globe-díj | legjobb forgatókönyv             | Christopher Hampton                                                      |          |
| Golden Globe-díj | legjobb színész (dráma)          | James McAvoy                                                             |          |
| Golden Globe-díj | legjobb színésznő (dráma)        | Keira Knightley                                                          |          |
| Golden Globe-díj | legjobb női mellékszereplő       | Saoirse Ronan                                                            |          |
| Golden Globe-díj | legjobb eredeti filmzene         | Dario Marianelli                                                         |          |
|                  |                                  |                                                                          |          |
| BAFTA-díj        | legjobb film                     | Tim Bevan, Eric Fellner és Paul Webster                                  |          |
| BAFTA-díj        | legjobb brit film                | Tim Bevan, Eric Fellner, Christopher Hampton, Paul Webster és Joe Wright |          |
| BAFTA-díj        | legjobb rendező                  | Joe Wright                                                               |          |
| BAFTA-díj        | legjobb színész                  | James McAvoy                                                             |          |
| BAFTA-díj        | legjobb színésznő                | Keira Knightley                                                          |          |
| BAFTA-díj        | legjobb mellékszereplő színésznő | Saorise Ronan                                                            |          |
| BAFTA-díj        | legjobb adaptált forgatókönyv    | Christopher Hampton                                                      |          |
| BAFTA-díj        | legjobb fényképezés              | Seamus McGarvey                                                          |          |
| BAFTA-díj        | legjobb filmzene                 | Dario Marianelli                                                         |          |
| BAFTA-díj        | legjobb vágás                    | Paul Tothill                                                             |          |
| BAFTA-díj        | legjobb jelmez                   | Jacqueline Durran                                                        |          |
| BAFTA-díj        | legjobb díszlet                  | Sarah Greenwood és Katie Spencer                                         |          |
| BAFTA-díj        | legjobb smink és haj             | Ivana Primorac                                                           |          |
| BAFTA-díj        | legjobb hang                     | Paul Hamblin, Danny Hambrook és Catherine Hodgson                        |          |

A film további 15 díjat nyert el különböző kritikusi és szakmai szervezetektől.